# William Willett junior

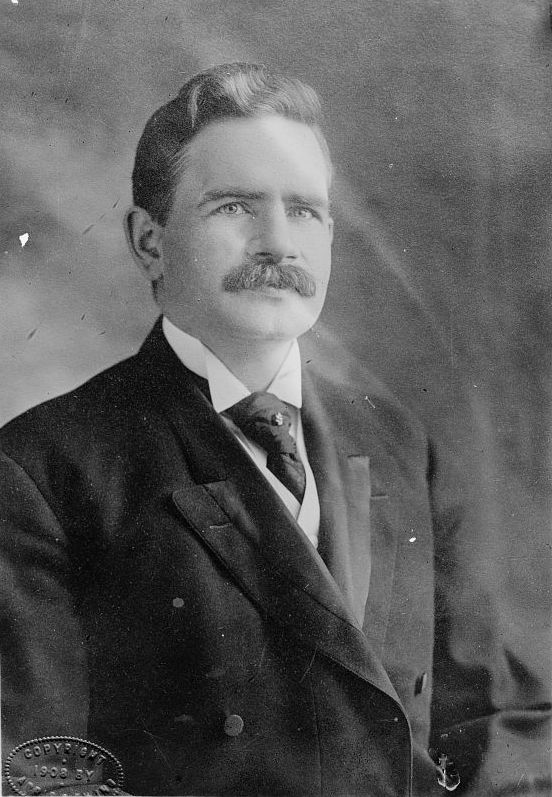
William Willett junior

William Forte Willett junior (* 27. November 1869 in Brooklyn, New York; † 12. Februar 1938 in New York City) war ein US-amerikanischer Jurist und Politiker. Zwischen 1907 und 1911 vertrat er den Bundesstaat New York im US-Repräsentantenhaus.

## Werdegang
William Forte Willett junior wurde ungefähr drei Jahre nach dem Ende des Bürgerkrieges in der damals noch eigenständigen Stadt Brooklyn geboren und wuchs dort auf. In dieser Zeit besuchte er öffentliche Schulen und graduierte 1895 an der rechtswissenschaftlichen Fakultät der New York University in New York City. Seine Zulassung als Anwalt erhielt er im folgenden Jahr und begann dann in New York City zu praktizieren. Politisch gehörte er der Demokratischen Partei an.
Bei den Kongresswahlen des Jahres 1906 für den 60. Kongress wurde Willett im 14. Wahlbezirk von New York in das US-Repräsentantenhaus in Washington, D.C. gewählt, wo er am 4. März 1907 die Nachfolge von Charles Arnette Towne antrat. Nach einer erfolgreichen Wiederwahl verzichtete er im Jahr 1910 auf eine erneute Kandidatur, schied er nach dem 3. März 1911 aus dem Kongress aus.
Nach seiner Kongresszeit ging er Immobiliengeschäften nach. Er bestach im Oktober 1911 den demokratischen Führer von Queens County, Curley Joe Cassidy, mit 10.000 $ für die Nominierung für das New York Supreme Court. 1912 klagte man sie der Bestechung an. Sie wurden im Jahr 1913 zu einer Haftstrafe von 14 Monaten in Sing Sing verurteilt. Daraufhin legten sie gemeinsam erfolglos mehrere Berufungen ein, traten aber schließlich im Januar 1915 ihre Haftstrafen an. Willett wurde von Mitgefangenen zum Richter der Mutual Welfare League gewählt, einer Organisation, welche für die Durchsetzung der Disziplin unter Mitgefangenen verantwortlich war. Nach einer Reihe von unpopulären Entscheidungen wurden ihm mehrere Zähne ausgeschlagen. Als Folge davon verbrachte er den Rest seiner Haftstrafe in einem anderen Gefängnis. Am 12. Februar 1938 verstarb er in New York City und wurde dann auf dem Evergreen Cemetery in Brooklyn beigesetzt.